# Geranomyia bicincta bicincta
Geranomyia bicincta là một phân loài ruồi của loài Geranomyia bicincta trong họ Limoniidae. Chúng phân bố ở vùng Tân nhiệt đới.